# Bakhdida

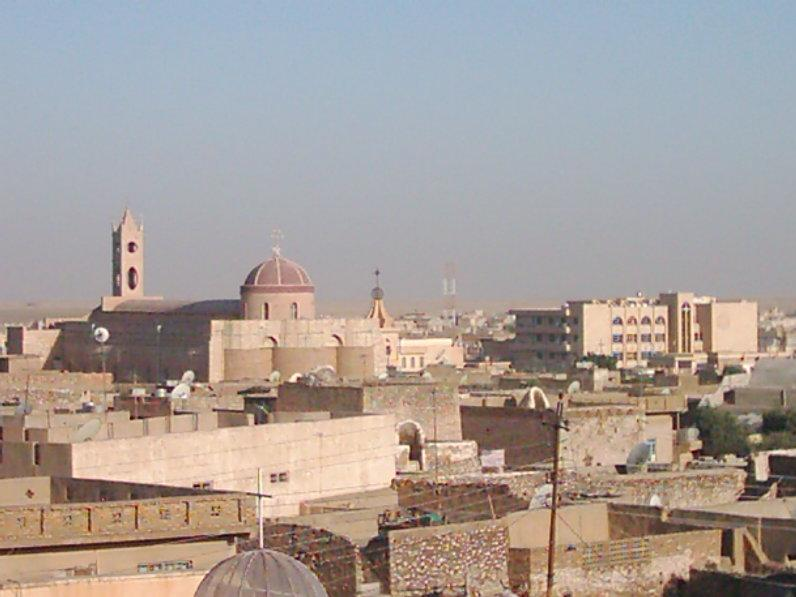
Vy över Bakhdida

Bakhdida (syriska: ܒܓܕܝܕܐ; arabiska: بخديدا, Bakhdida, eller بغديدا, Baghdida, även قره قوش, Qarah Qush), alternativt Qaraqush, även känt som al-Hamdaniya, är en syriansk stad på Nineveslätten i norra Irak, 32 kilometer sydöst om staden Mosul. 
Staden är belägen nära de forntida assyriska huvudstäderna Nimrud och Nineve. Arkeologen al-Khdedi, hävdar att Bakhdida är en 8 000 år gammal kontinuerlig civilisation. Vidare menar han att dess befolkning mestadels har assyriska förfäder.
Familjenamnen i staden Assu, Ashu, Annu, Ausu, Ballu, Battu, Tammu, Toolu, Gadgou, Daddu, Rammu, Ritu, Shinnu, Shammu, Shnatu, Samdu, Saifu, Kasbu, Kannu, Mattu, Miru, Nooru, Noodu, Garmu, Lasu, och många andra namn har assyriska-akkadiska influenser.
96 procent av stadens befolkning på cirka 45 000 personer tillhör den syrisk-katolska kyrkan och resterande tillhör syrisk-ortodoxa kyrkan. Irakkriget har dock lett till en tillströmning av cirka 15 000 assyrier, från andra irakiska städer, som huvudsakligen tillhör kaldeisk-katolska kyrkan och österns assyriska kyrka. 
Ursprungligen tillhörde stadens befolkning Österns assyriska kyrka, men ledda av Shapur al-Baghdida konverterade de till den syrisk-ortodoxa kyrkan under 600-talet. År 1850, började några av stadens invånare skapa kontakter med Rom via klostret Mar Bihnam, men det var inte förrän på 1700-talet som Bakhdidas befolkning började förenas med Vatikanen och dess befolkning blev då känd som syrisk-katoliker.
Det huvudsakliga språket som talas är Nineveslättens variant av nyarameiska, som är nästan identisk med den som talas i andra stora assyriska städer i området, som Alqosh och Tel Keppe. Arabiska används också som ett andra språk. Engelska förstås i stor utsträckning av den yngre generationen.